# Abarenicola gilchristi
Abarenicola gilchristi is een borstelworm uit de familie Arenicolidae. De wetenschappelijke naam van de soort werd in 1963 gepubliceerd door Wells.